# Rosemary Harris
Rosemary Harris (Ashby (Suffolk), 19 september 1927) is een Engelse actrice en een lid van de American Theatre Hall of Fame.

## Biografie

### Jonge jaren
Harris werd geboren in Ashby, Suffolk, Engeland als dochter van Enid Maude Frances Campion en Stafford Berkley Harris. Haar grootmoeder, Bertha, was van Roemeense afkomst. Haar vader zat bij de Royal Air Force en als gevolg daarvan woonde Harris’ familie in India gedurende haar jeugd. Ze ging naar kloosterscholen, en studeerde aan de Royal Academy of Dramatic Art van 1951 t/m 1952.

### Carrière
Vroeg in haar acteercarrière deed Harris ervaring op in Engelse repertory theater (In 1948 speelde ze in Kiss and Tell op Eastbourne met Tilsa Page en John Clark) voordat ze trainde bij RADA. Ze verscheen voor het eerst in New York in 1951 in Moss Hart's Climate of Eden, en keerde daarna terug naar Engeland voor haar West End debuut in The Seven Year Itch, die een jaar liep in het Aldwich.
Haar eerste film volgde, Beau Brummel met Stewart Granger en Elizabeth Taylor. Een daaropvolgend touringsseizoen met de Old Vic bracht haar terug naar Broadway in Tyrone Guthrie's productie van Troilus and Cressida.Ze ontmoette er Ellis Rabb, die plannen had om zijn eigen productiebedrijf op te starten. In 1959 werd de Association of Producing Artist (APA) opgericht. Zij en Rabb trouwden in december van dat jaar. In de twee jaar erop maakten ze samen de APA tot een eenjarig succes. In 1962 keerde ze terug naar Engeland en Laurence Olivier's Chichester Festival Theatre.
Toen ze terugkwam naar New York bleef ze voor de APA werken en werd gecast als Eleanor of Aquitaine in The Lion in Winter, een rol die haar een Tony Award opleverde in 1966. Rabb gaf haar ook de rol van Masha in War and Peace in 1967. Datzelfde jaar gingen de twee echter uit elkaar.
Korte tijd later trouwde Harris met de Amerikaanse schrijver John Ehle. Ze vestigden zich op het platteland van Winston-Salem, North Carolina, alwaar hun dochter Jennifer werd geboren. Jennifer Ehle trad in haar moeders voetsporen en werd ook een film-, televisie- en Broadwayactrice.

## Filmografie
- This Means War (2012)
- Oddsac (2010)
- Is Anybody There? (2009)
- Before the Devil Knows You're Dead (2007)
- Spider-Man 3 (2007)
- Being Julia (2004)
- Spider-Man 2 (2004)
- Spider-Man (2002) (as May Parker in this and two sequels)
- Blow Dry (2001)
- The Gift (2000)
- My Life So Far (1999)
- Sunshine (1999)
- Hamlet (1996)
- Looking for Richard (1996)
- Death of a Salesman (1996)
- Tom & Viv (1994)
- The Bridge (1992)
- The Delinquents (1989)
- Crossing Delancey (1988)
- The Chisholms (1979 and 1980) as Minerva Chisholm
- The Boys from Brazil (1978)
- Holocaust (1978)
- Notorious Woman (BBC)
- A Flea in Her Ear (1968)
- Beau Brummell (1954)

## Theater
- Waiting in the Wings [Dec 16, 1999 – Mei 28, 2000]- May Davenport [Broadway-Original Play]
- A Delicate Balance [Apr 21, 1996 - Sep 29, 1996]- Agnes [Broadway-Revival]
- An Inspector Calls [Apr 27, 1994 - Mei 28, 1995]- Sybil Birling [Broadway-Rivival]
- Lost in Yonkers [Feb 21, 1991 - Jan 3, 1993]- Grandma Kurnitz [Broadway-Original]
- Hay Fever [Dec 12, 1985 - Maart 29, 1986 ]- Judith Bliss [Broadway-Revival]
- Pack of Lies [Feb 11, 1985 – Mei 25, 1985 ] - Barbara Jackson[Broadway-Original]
- Heartbreak House [Dec 7, 1983 - Feb 5, 1984 ]- Hesione Hushabye [Broadway- Revival]
- The Royal Family [Dec 30, 1975 - Jul 18, 1976 ]- Julie Cavendish [Broadway-Revival]
- A Streetcar Named Desire [Apr 26, 1973 - Jul 29, 1973 ]- Blanche Du Bois [Broadway-Revival]
- The Merchant of Venice [Maart 1, 1973 - Apr 7, 1973 ]- Portia [Broadway-Revival]
- Old Times [Nov 16, 1971 - Feb 26, 1972 ]- Anna [Broadway-Original]
- War and Peace [Mar 21, 1967 - Jun 17, 1967 ]- Natasha [Broadway-Original]
- You Can't Take It With You [Feb 10, 1967 - Feb 1967 ]- Alice Sycamore [Broadway-Revival]
- The Wild Duck [Jan 11, 1967 - Jun 17, 1967 ] - Gina (alternate)[Broadway-Revival]
- We, Comrades Three [Dec 20, 1966 - Dec 1966 ] -Young Woman (Alternate) [Broadway-Original]
- Right You Are If You Think You Are [Nov 22, 1966 - Dec 1966 ] -Signora Ponza (Alternate) [Broadway-Revival]
- The School for Scandal [Nov 21, 1966 - Jan 1967 ]- Lady Teazle, Epilogue [Broadway-Revival]
- The Lion in Winter [Mar 3, 1966 - May 21, 1966 ]- Eleanor [Broadway-Original]
- You Can't Take It With You [Nov 23, 1965 - Jun 18, 1966 ]- Alice Sycamore[Broadway-Revival]
- The Tumbler [Feb 24, 1960 - Feb 27, 1960 ]- Lennie [Broadway-Original]
- The Disenchanted [Dec 3, 1958 - May 16, 1959 ]- Jere Halliday [Broadway-Original]
- Interlock [Feb 6, 1958 - Feb 8, 1958] - Hilde [Broadway- Original]
- Troilus and Cressida [Dec 26, 1956 - Jan 12, 1957 ]- Cressida [Broadway-Revival]
- The Climate of Eden [Nov 13, 1952 - Nov 22, 1952 - Mabel] [Broadway-Original]

## Prijzen
- Theatre World award, The Climate of Eden, 1953.
- Tony award, best actress in a play, The Lion in Winter, 1966.
- Drama Desk Award, outstanding actress in a play, Old Times, 1972.
- Drama Desk award, outstanding actress in a play, A Streetcar Named Desire, The Merchant of Venice, 1973.
- Drama Desk award, outstanding actress in a play, The Royal Family, 1976.
- Emmy Award, outstanding lead actress in a limited series, 1976, Notorious Woman (Masterpiece Theatre, PBS).
- Emmy Award, outstanding lead actress in a limited series, 1978, Holocaust (NBC).
- Golden Globe Award, best television actress--drama, 1979, Holocaust (1978, NBC).
- Golden Satellite Award, best performance by an actress in a supporting role, drama, Sunshine, 2001 (shared with her daughter, Jennifer Ehle).
- NBR Award, National Board of Review, best supporting actress, 1994, Tom & Viv.
- Tony award, best actress in a play, Pack of Lies, 1985.
- Obie award, performance, All Over, 2002.